# Liga Nacional de Hockey (Chile)
La Liga Nacional de Hockey (LNH) es una asociación de clubes de hockey patín de Chile. Perteneciente a la Federación Chilena de Hockey y Patinaje, fue constituida oficialmente el 12 de octubre de 2005 como una entidad de carácter amateur, a fin de agrupar a los principales clubes de hockey patín y difundir la práctica de este deporte en el país y en reemplazado del Campeonato de Chile de hockey sobre patines.
Desde su primera edición en 2006, la temporada oficial de la Liga Nacional de Hockey está dividida en dos torneos: el Torneo Apertura (disputado en la primera mitad del año) y el Torneo Clausura (disputado en la segunda mitad del año siguiente), en los que participan un total de doce clubes, algunos de los cuales tienen la opción de inscribir más de un equipo. Entre ellos, Universidad Católica (4) es el club que se ha adjudicado el torneo en más ocasiones.
Adicionalmente, a partir de 2008 la LNH organiza la denominada Liga de Honor, certamen que agrupa a los seis clubes más importantes de la asociación.

## Categoría masculina
| - Novicios (Sub-8) - Promoción (Sub-9) - Ascenso (Sub-10) - PreMini (Sub-12) | - Mini (Sub-14) - Infantil (Sub-16) - Juvenil (Sub-19) - Adulto |

| Clubes                           | Adulto | Juvenil | Infantil | Mini | PreMini | Ascenso | Promoción | Novicios |
| Universidad Católica             |        |         |          |      |         |         |           |          |
| Colegio San Agustín              |        |         |          |      |         |         |           |          |
| Peñaflor Thomas ARBITROS         |        |         |          |      |         |         |           |          |
| Instituto Miguel León Prado      |        |         |          |      |         |         |           |          |
| Estudiantil San Miguel           |        |         |          |      |         |         |           |          |
| Club Patín Vilanova              |        |         |          |      |         |         |           |          |
| El Llano Subercaseaux            |        |         |          |      |         |         |           |          |
| Universidad de Chile             |        |         |          |      |         |         |           |          |
| Red Star                         |        |         |          |      |         |         |           |          |
| Casino Municipal de Viña del Mar |        |         |          |      |         |         |           |          |
| Colegio Colonial de Pirque       |        |         |          |      |         |         |           |          |
| Kellun                           |        |         |          |      |         |         |           |          |

### Palmarés

#### Masculino adulto
| Torneo | Campeón              | Resultado | Subcampeón             |
| 2006-A | Universidad Católica | 4:3 y 8:4 | Liceo San Agustín      |
| 2006-C | Thomas Bata          | 4:2 y 4:3 | Liceo San Agustín      |
| 2007-A | Thomas Bata          | Lig.      | Liceo San Agustín      |
| 2007-C | Miguel León Prado B  | 4:2 y 4:3 | Miguel León Prado A    |
| 2008-A | Liceo San Agustín    | 4-0       | Saint Mary Joseph      |
| 2008-C | Universidad de Chile | 3:2       | Liceo San Agustín      |
| 2009-A | Universidad Católica | 5-2       | Estudiantil San Miguel |
| 2009-C | Liceo San Agustín    | 4:3       | Universidad Católica   |
| 2010-A | Universidad Católica | 7-3       | Estudiantil San Miguel |
| 2010-C | Universidad Católica | Lig.      | Estudiantil San Miguel |

#### Liga de Honor
| Torneo | Campeón              | Subcampeón             |
| 2008-A | Saint Mary Joseph    | Universidad de Chile   |
| 2008-C | Universidad de Chile | Universidad Católica   |
| 2009-A | Liceo San Agustín    | Universidad de Chile   |
| 2009-C | Universidad de Chile | Estudiantil San Miguel |
| 2010-A | Universidad Católica | Universidad de Chile   |
| 2010-C | Liceo San Agustín    | Universidad de Chile   |

## Categoría femenina
La Liga Nacional de Hockey también incorpora al hockey patín femenino que dio sus primeros pasos en el año 2000, fecha en la que se federaron varios clubes y empezaron los torneos nacionales oficiales. Al igual que el torneo masculino, el campeonato femenino comprende un Torneo de Apertura y otro de Clausura, con modalidad de play-offs. Cabe mencionar que la Selección chilena adulta que se obtuvo el título mundial de la categoría en 2006, siendo el primer deporte colectivo en el país en lograr tal distinción, estuvo conformada fundamentalmente por jugadoras que en ese momento actuaban en la competición local.
| - PreMini (Sub-12) - Mini (Sub-14) - Infantil (Sub-16) | - Juvenil (Sub-19) - Adulto |

| Clubes                           | Adulto | Juvenil | Infantil | Mini | PreMini |
| El Llano Subercaseaux            |        |         |          |      |         |
| Colegio San Agustín              |        |         |          |      |         |
| Peñaflor Thomas Bata             |        |         |          |      |         |
| Universidad Católica             |        |         |          |      |         |
| Estudiantil San Miguel           |        |         |          |      |         |
| Club Patín Vilanova              |        |         |          |      |         |
| Instituto Miguel León Prado      |        |         |          |      |         |
| Universidad de Chile             |        |         |          |      |         |
| Colegio Colonial de Pirque       |        |         |          |      |         |
| Casino Municipal de Viña del Mar |        |         |          |      |         |
| Kellun                           |        |         |          |      |         |

### Palmarés

#### Femenino adulto
| Torneo | Campeón                          | Resultado | Subcampeón           |
| 2004-A | Universidad de Chile A           |           |                      |
| 2004-C | Universidad de Chile A           |           |                      |
| 2005-A | Universidad de Chile A           |           |                      |
| 2005-C | Universidad de Chile A           |           |                      |
| 2006-A | Universidad de Chile A           |           |                      |
| 2006-C | Universidad de Chile A           | 9:1 y 5:2 | Antil                |
| 2007-A | Universidad de Chile A           | -         | Universidad Católica |
| 2007-C | -                                | -         | -                    |
| 2008-A | Universidad Católica             | -         | -                    |
| 2008-C | -                                | -         | -                    |
| 2009-A | Universidad de Santiago de Chile | -         | -                    |
| 2009-C | Universidad de Santiago de Chile | -         | -                    |
| 2010-A | Universidad de Santiago de Chile | -         | -                    |
| 2010-C | -                                | -         | -                    |

## Canchas

### Liga de Honor
| - Gimnasio Olímpico de San Miguel (Liga de Honor Masculina) | - Estadio Nacional (Liga de Honor Femenina) |

### Liga Regular
- Campus Joaquín Cabezas (SAGU)
- Catecú S.A. (Bata)
- Colegio Colonial de Pirque
- Colegio Particular 2 de Ñuñoa (UCH)
- Estadio Atlético Municipal de Concón (Kellun)
- Estudiantil San Miguel (Estudiantil/Llano)
- Instituto Miguel León Prado
- Plaza Juan Renz Peeters (Red Star)
- Gimnasio Municipal de La Florida (UC)
- Parque Brasil (Vilanova)

## Clubes desaparecidos
- Casino Municipal de Viña del Mar
- Ciclón
- Deportivo Pudahuel
- Hockey Alcántara
- Rhinos Pedro Aguirre Cerda
- Universidad de Santiago de Chile